# Plan de Asistencia Nacional a la Emergencia Social
El Plan de Asistencia Nacional a la Emergencia Social (PANES), o simplemente Plan de Emergencia, fue una política transitoria del estado uruguayo destinada a paliar la situación de pobreza en los hogares de más bajos recursos. Fue ejecutada desde el Ministerio de Desarrollo Social entre 2005 y 2007 y fue creada por ley 17.869. La población objetivo fue el primer quintil de personas bajo la línea de pobreza, que correspondía al 8 %. Esta política estuvo motivada por el creciente aumento de la pobreza que venía ocurriendo desde 1999 y que se intensificó con la crisis de 2002. Al finalizar el programa en 2007, este dio lugar a uno nuevo, pero de carácter permanente, el Plan de Equidad.
Es uno de los únicos ejemplos a nivel internacional de un plan que incorpora en su diseño rutas de salida a la pobreza que implican la capacitación, la reeducación y las experiencias en participación social, laboral y económica.

## Situación previa
El desarrollo de este plan denominado «de emergencia» fue motivado por la situación social reinante en el país. La crisis de 2001 y 2002 ocurrió como efecto colateral de las crisis en Brasil y Argentina —destinos del 45 % del comercio exterior de Uruguay—. La economía uruguaya se vio afectada por la devaluación de sus vecinos, lo que dio como resultado una merma en la competitividad del Uruguay. Otros factores de importancia afectaron también a la economía uruguaya. Por un lado el alto precio del petróleo tuvo un impacto en los precios en un país dependiente de su importación. Por otro lado, la sequía y el brote de aftosa que afectó a la ganadería ocurridos en 2001 repercutieron sobre las exportaciones. Tras la crisis bancaria de 2002, el PBI cayó un 11 %, el desempleo ascendió a 17 %, la inflación a 25,9 % y la deuda externa alcanzó el 86 % del PBI.
Según el INE la pobreza era del 10 % en 2001, del 15 % en 2002, del 20 % en 2003 y 22 % en 2004.
En 2005 asumió el gobierno el Frente Amplio con la presidencia de Tabaré Vázquez. El 21 de marzo de 2005 fue creado por ley de urgencia 17.866 el Ministerio de Desarrollo Social de Uruguay (MIDES) y el 20 de mayo de 2005 fue aprobado por ley 17.689 el Plan de Emergencia, a instrumentarse por el nuevo ministerio.

## Población específica
El plan fue dirigido a personas en situación de indigencia, incluyendo a personas y familias que percibieran ingresos por debajo del valor promedio de la canasta básica alimentaria a valores del primero de marzo de 2005 y que tuvieran carencias críticas en sus condiciones de vida. El monto máximo de ingreso estipulado fue de $1300 por persona, sin tener en cuenta asignaciones familiares y pensiones por invalidez y vejez.
Para determinar quienes entraban al plan se hizo un relevamiento de los hogares para ver si cumplían con los objetivos definidos previamente. Para ello se contó con el apoyo de estudiantes de la UDELAR y se trabajó en coordinación con el BPS.
Para la selección se solicitó apoyo al Instituto de Economía (IECON) de la Facultad de Ciencias Económicas y de Administración de la Universidad de la República, que diseñó un Índice de Carencias Críticas (ICC) que le daba un puntaje a cada hogar según sus características. Entre los criterios evaluados, algunos de los de más importancia eran: existencia de menores de cinco años, promedio de educación de los adultos y la existencia de servicio sanitario.
Entre 2005 y 2007 se postularon casi una cuarta parte de los uruguayos al plan. Sin embargo, resultaron beneficiarios cerca del 10 %.
La población objetivo estuvo constituida por los hogares bajo la línea de indigencia (4,2 % de la población) más otros que se consideraban pobres bajo otro concepto de pobreza.
A partir de los resultados de la Encuesta Continua de Hogares de 2006 se infiere que el PANES llegó al 53 % de la población objetivo, teniendo en cuenta los dos requisitos de ingresos e índice de carencias críticas.

## Objetivos del PANES
Los objetivos del plan fueron darles oportunidades a los hogares participantes para a mediano plazo salir de su condición de pobreza extrema, exclusión social y económica y crear estrategias para que los hogares no vuelvan a situaciones de indigencia; garantizar cobertura a las necesidades básicas y generar las condiciones para que puedan ejercer sus derechos sociales.

## Cifras
Se estipuló que el plan fuera financiado por Rentas Generales con la suma de $1 812 000 000 para 2005, $2 552 000 000 para 2006 y $766 000 000 para 2007.
Fueron evaluados 246 681 hogares (23.42 % de hogares del país) y fueron aprobadas 102 353 solicitudes, el 9.72 % de los hogares. El 75 % de los beneficieran estuvieron en el interior del país y el 78 % beneficiarios estaban dentro del primer quintil de ingresos.

## Composición del programa
El PANES estuvo integrado por los siguientes programas:  

### Ingreso Ciudadano
El Ingreso Ciudadano consistió en una transferencia monetaria fija a todos los hogares beneficiarios del plan, excepto a aquellos que estuvieran en Trabajo Uruguay o en el Programa Alojamiento a las Personas en Situación de Calle, independientemente de la composición del hogar. El monto de la transferencia era de $1360, lo que representaba 56 USD en 2005, reajustable cuatrimestralmente de acuerdo al índice de precios al consumo (IPC). Esta transferencia estaba sujeta a condicionamientos de salud, de educación y cooperativos. Los jefes de hogar debían asumir la responsabilidad de realizar los controles médicos del núcleo familiar, de que los niños y adolescentes asistieran a escuelas y liceos, de mejorar su entorno y participar en actividades de capacitación. Estas contrapartidas al ejercicio del derecho tomaron forma en los otros componentes del PANES. Sin embargo, de acuerdo a las autoridades, estas contrapartidas no se controlaron debido a dificultades en la coordinación entre instituciones. La prestación era otorgada desde la inscripción del hogar en el PANES hasta la finalización del período del plan (2007) o hasta que fuera superado el umbral de ingreso dentro del hogar. Este umbral era de $1300 por persona.
El programa funcionó a la par con dos sistemas de transferencias monetarias prexistentes: la asignación familiar y la pensión a la vejez. Con respecto a estos, puede considerarse que el programa estuvo bien enfocado a su población objetivo, pues los beneficiarios fueron las personas del primer y segundo quintil de ingreso. Sin embargo, de acuerdo a estimaciones sobre la base de la Encuesta Continua de Hogares, el programa solo cubrió un poco más de la mitad de la población indigente. Un 14 % de dicha población no postuló para recibir este beneficio y de los que postularon un 30 % no fueron seleccionados.
Según un estudio del Banco Mundial a partir de la Encuesta Continua de Hogares Ampliada, la pobreza extrema en 2006 fue de 2.87 % y hubiera sido de 4.27 % de no existir el programa. El porcentaje de pobres hubiera sido de 27.84 %, contra el 27.4 % real.
En total, el programa abarcó 102.353 hogares de 404 localidades.

### Construyendo Rutas de Salida
Consistió en actividades de capacitación de duración semestral. Originalmente se estableció que era obligatorio que al menos un integrante de cada hogar realizara las actividades de este programa. Sin embargo, lo hicieron 16 .175 jefes de hogar, el 15,1 % de los hogares. Las actividades fueron llevadas a cabo por organizaciones sociales tales como ONG, comisiones vecinales y sindicatos.
Entre sus objetivos, se destacaron la estimulación al desarrollo de la ciudadanía, el fomento de la autoestima y el desarrollo de aptitudes y actitudes con miras a la inserción laboral; fundamentalmente en escritura, lenguaje y lógica matemática. Entre un 14 % y un 33 % de los participantes reportó haber percibido mejoras en sus destrezas en lectoescritura y lógica matemática, aunque estas mejoras fueron calificadas como «leves» por los propios participantes.
Según dos encuestas hechas a los beneficiarios del PANES, disirniendo entre aquellos que habían participado de Rutas de Salida y los que no, se constató que quienes participaron de Rutas de Salida tienen un mayor conocimiento sobre derechos laborales. También se detectó un mayor conocimiento en derechos civiles, pero en menor medida y de baja significación.

### Trabajo por Uruguay
Fue un programa voluntario de empleo transitorio. A través de un sorteo público entre las personas interesadas del plan, se seleccionaron personas para desempeñar trabajos ofrecidos por organismos públicos y organizaciones de la sociedad civil. Para esto el MIDES firmó un acuerdo con 22 organismos públicos y 543 organizaciones de la sociedad civil. La jornada laboral era de seis horas y el salario era el doble del Ingreso Ciudadano. Las personas que desempeñaban estos empleos transitorios dejaban de recibir el Ingreso Ciudadano.
El programa consistió en actividades laborales y de capacitación. La mayor parte de las tareas realizadas eran en pos del mejoramiento de la comunidad.
Los objetivos del programa fueron promover la actitud proactiva para trasponer la pobreza, fortalecer las competencias de los participantes y el reconocimiento de ellos mismos como sujetos de derecho.
El ingreso adicional fue utilizado por los hogares para cubrir el gasto corriente de alimento y vestimenta y una proporción menor fue utilizado como inversión en reparación del hogar y pago de deudas. Las evaluaciones de MIDES-DINEM de este programa señalaron que hubo escasos resultados en términos de capacitación laboral y en la vinculación laboral extendida en el tiempo. Las tareas realizadas no aportaban a la capacitación por ser estas rutinarias o extensiones de labores domésticas. Sin embargo, sirvió para generar hábito de trabajo y trabajo en equipo. Los participantes de Trabajo por Uruguay, en promedio, tuvieron mayor acceso a las prestaciones sociales que aquellos que no participaron en el programa. Además, esto devino en una mayor autoestima. Se registró en los participantes un mayor conocimiento del derecho laboral, una mayor desnaturalización de la violencia doméstica y una mayor valoración de los aportes comunitarios, en especial en aquellas cuadrillas que cumplieron tareas muy valoradas por los vecinos.

### Asistencia Alimentaria
Este plan estuvo destinado a hogares con niños y adolescentes de entre 0 y 18 años o con mujeres embarazadas. Se trató de un monto establecido en función de la cantidad de niños y adolescentes que habitaban el hogar. El objetivo era avanzar hacia un sistema de pagos por tarjeta electrónica que los hogares pudieran utilizar para la compra de alimentos y productos de limpieza. Por causa de dificultades técnicas empezó a instrumentarse de esta forma a partir de 2006.

### Mejoramiento del Hábitat
Este plan estuvo dirigido a los hogares con emergencia habitacional crítica, cuyas viviendas eran asentamientos irregulares, y tuvo la finalidad de mejorar las viviendas a través de la entrega de materiales a los hogares para la auto construcción y del apoyo técnico. Las intervenciones estuvieron centradas en la construcción de baños, la reparación de techos y otras refacciones. El programa alcanzó a cerca de 5200 familias.

### Programa Educación en Contextos Críticos
El objetivo fue apoyar a las escuelas y liceos públicos localizados en contextos críticos, mediante la mejora en su infraestructura y la entrega de materiales. Además, se brindó apoyo mediante maestros comunitarios.

### Intervenciones en Salud Pública
Se realizaron transferencias financieras al Ministerio de Salud Pública para sustentar prestaciones como la cura dental y ocular para algunos hogares.

### Programa Alojamiento a las Personas en Situación de Calle
Este programa estuvo ideado para brindar refugio y atender las necesidades de las personas en situación de calle.

## Críticas
El plan fue lanzado en medio de una gran incertidumbre, tanto de los legisladores de la oposición como de los beneficiarios. En cuanto a los beneficiarios, se quejaban de la falta de información y principalmente estaban desinformados sobre el sistema de contrapartidas. Asimismo, los estudiantes de la UDELAR que hicieron el relevamiento en los hogares no estaban capacitados con la suficiente información. En sí, solo se les instruía de cómo llenar un formulario y trasladarlo a otra dependencia. 
El plan fue fuertemente criticado por algunos sectores de la oposición, que consideran que este tipo de programas solo logra afirmar clientelas partidarias y perpetuar un estado paternalista.
En 2005, el presidente del Partido Independiente, Pablo Mieres, dijo que el Plan de Emergencia fue como arrancar de cero, y que pudo haberse aprovechado la información del Plan CAIF y las Asignaciones Familiares para partir desde allí.
El diputado Álvaro Alonso del Partido Nacional criticó en 2005 la forma de pago del Programa de Ingreso Ciudadano, entendiendo que, al otorgar el mismo monto a familias de distinta composición se incurre en una injusticia, porque no se contempla que las necesidades de cada familia son distintas.